# Selección de fútbol del Sahara Occidental
La selección de fútbol del Sahara Occidental es el equipo de fútbol representativo de la República Árabe Saharaui Democrática en el Sahara Occidental, y es controlado por la Federación Saharaui de Fútbol. Debido a la falta de reconocimiento internacional para el Estado mismo, el equipo no está afiliado a la FIFA ni a la Confederación Africana de Fútbol, por lo que no puede participar en los torneos organizados por esas federaciones. Desde 2003, ha sido un miembro provisional de la NF-Board, una organización creada para las asociaciones nacionales de fútbol que no están representadas dentro de la FIFA. Actualmente es miembro de ConIFA y de la World Unity Football Alliance (WUFA).

## Historia

### Origen y primeros partidos
Muchos equipos han representado al Sahara Occidental, o la República Árabe Saharaui Democrática (RASD), en partidos no oficiales. Los primeros partidos conocidos se jugaron contra equipos de la liga argelina en 1984, antes de la creación de la Federación de Fútbol Saharaui. En 1986, 1987 y 1994, jugaron partidos amistosos contra equipos de la liga argelina, española e italiana. En 1988 jugaron contra Le Mans UC en Francia perdiendo 3:2. El 27 de febrero de 2001, durante el 25 aniversario de la proclamación de la RASD, se jugó un partido en los campamentos de refugiados saharauis en Tinduf, Argelia, entre un equipo de la República Saharaui y un equipo de veteranos del País Vasco. Al partido asistieron más de 4,000 espectadores y se abandonó durante la segunda mitad debido a la temperatura (38 °C) con un puntaje de 2:2.

### Afiliación a NF-Board (2003-2012)
El 12 de diciembre de 2003, la Federación de Fútbol Saharaui se afilió provisionalmente a la NF-Board. En 2007, un equipo representativo de Sahara Occidental venció a Macao por 1:0. El 23 de diciembre de 2011, un equipo mixto de la región española de Galicia venció a un equipo compuesto por miembros de la diáspora saharaui en España 2:1, en un partido jugado en Teo al que asistieron 1.500 aficionados.
El 25 de marzo de 2012, Mohamed Moulud Mohamed Fadel, Ministro de Juventud y Deportes de la RASD, anunció la creación oficial de la selección nacional de fútbol saharaui.

#### Copa Mundial VIVA 2012
La selección nacional hizo su debut internacional oficial en el partido inaugural de la quinta Copa Mundial VIVA, jugando contra el equipo anfitrión, Kurdistán, en el estadio Franso Hariri en Erbil, Irak, el 4 de junio de 2012. Los Dromedarios perdieron 6:0 ante el equipo local. Su siguiente partido fue contra Occitania, una derrota por 6:2, terminando en tercera posición en el Grupo A. El siguiente partido fue un play-off contra Darfur, el cual terminó en una victoria por 5-1, la primera victoria internacional oficial de Sahara Occidental. Vencieron a Recia 3:0 antes de perder el partido por el quinto lugar ante Occitania por 3:1.
El equipo y la federación nacional de fútbol saharaui tuvieron que enfrentar un acuerdo entre el Gobierno regional de Kurdistán y el Gobierno de Marruecos, que consistía en evitar la exhibición de la bandera de la RASD durante las ceremonias y partidos del Mundial de VIVA. A pesar de esto, el equipo de la RASD logró organizar acuerdos extraoficiales con todos sus rivales para izar su bandera en los estadios donde jugaron sus partidos.

### Afiliación a la ConIFA (2015-Actualidad)
El 31 de julio de 2015, en Lille, Francia, la selección jugó contra Esperanto por la Copa Zamenhof, evento realizado durante el 100° Congreso Universal de Esperanto. El partido lo ganaría la selección saharaui por 4:0.

#### Afiliación a la WUFA (2020)
En junio de 2020 Sahara Occidental se afilió a la World Unity Football Alliance.

## Uniforme
| .vs Kurdistán | .vs Occitania | .vs Darfur |

## Estadio
El estadio del equipo local está ubicado en la ciudad de El Aaiún, actualmente bajo administración marroquí.

## Estadísticas

### Copa Mundial VIVA
| Año   | Posición     | PJ           | PG           | PE           | PP           | GF           | GC           |
| ----- | ------------ | ------------ | ------------ | ------------ | ------------ | ------------ | ------------ |
| 2006  | No participó | No participó | No participó | No participó | No participó | No participó | No participó |
| 2008  | No participó | No participó | No participó | No participó | No participó | No participó | No participó |
| 2009  | No participó | No participó | No participó | No participó | No participó | No participó | No participó |
| 2010  | No participó | No participó | No participó | No participó | No participó | No participó | No participó |
| 2012  | 6º           | 5            | 2            | 0            | 3            | 11           | 16           |
| Total | Mejor: 6º    | 5            | 2            | 0            | 3            | 11           | 16           |

### Copa Mundial de Fútbol de ConIFA
| Año   | Posición                     | PJ                           | PG                           | PE                           | PP                           | GF                           | GC                           |
| ----- | ---------------------------- | ---------------------------- | ---------------------------- | ---------------------------- | ---------------------------- | ---------------------------- | ---------------------------- |
| 2014  | No participó                 | No participó                 | No participó                 | No participó                 | No participó                 | No participó                 | No participó                 |
| 2016  | No participó                 | No participó                 | No participó                 | No participó                 | No participó                 | No participó                 | No participó                 |
| 2018  | No participó                 | No participó                 | No participó                 | No participó                 | No participó                 | No participó                 | No participó                 |
| 2020  | Se retiró (evento cancelado) | Se retiró (evento cancelado) | Se retiró (evento cancelado) | Se retiró (evento cancelado) | Se retiró (evento cancelado) | Se retiró (evento cancelado) | Se retiró (evento cancelado) |
| Total | -                            | 0                            | 0                            | 0                            | 0                            | 0                            | 0                            |

## Partidos
| Fecha                   | Localidad       | Local                                            | Res. | Visitante            | Certamen                                                |
| ----------------------- | --------------- | ------------------------------------------------ | ---- | -------------------- | ------------------------------------------------------- |
| 1988                    | -               | Sahara Occidental XI                             | 2:3  | Macao                | Amistoso                                                |
| 2007                    | -               | Sahara Occidental XI                             | 1:0  | Le Mans UC 72        | Amistoso                                                |
| 23 de diciembre de 2011 | Galicia         | Galicia                                          | 2:1  | Sahara Occidental XI | Amistoso                                                |
| 4 de junio de 2012      | Kurdistán       | Kurdistán                                        | 6:0  | Sahara Occidental    | Copa Mundial VIVA 2012                                  |
| 5 de junio de 2012      | Kurdistán       | Sahara Occidental                                | 2:6  | Occitania            | Copa Mundial VIVA 2012                                  |
| 7 de junio de 2012      | Kurdistán       | Sahara Occidental                                | 5:1  | Darfur               | Copa Mundial VIVA 2012                                  |
| 8 de junio de 2012      | Kurdistán       | Sahara Occidental                                | 3:0  | Recia                | Copa Mundial VIVA 2012                                  |
| 9 de junio de 2012      | Kurdistán       | Occitania                                        | 3:1  | Sahara Occidental    | Copa Mundial VIVA 2012                                  |
| 23 de junio de 2013     | Francia         | Sahara Occidental                                | 3:17 | UGA Ardeiv           | Torneo Internacional de Pueblos, Culturas y Tribus 2013 |
| 24 de junio de 2013     | Francia         | Sahara Occidental                                | 0:6  | Kurdistán            | Torneo Internacional de Pueblos, Culturas y Tribus 2013 |
| 28 de junio de 2013     | Francia         | Sahara Occidental                                | 2:12 | Tíbet                | Torneo Internacional de Pueblos, Culturas y Tribus 2013 |
| 31 de julio de 2015     | Lille           | Sahara Occidental                                | 4:0  | Esperanto            | Copa Zamenhof 2015                                      |
| 17 de junio de 2017     | Argelia         | Sahara Occidental                                | 3:3  | UNHCR                | Amistoso                                                |
| 10 de agosto de 2018    | Valencia        | UD Puzol                                         | 6:1  | Sahara Occidental    | Amistoso                                                |
| 20 de febrebro 2019     | Tinduf, Argelia | CSA Aek Tinduf                                   | 1:0  | Sahara Occidental    | Amistoso                                                |
| 3 de agosto de 2022     | Le Havre        | Buque de guerra Gournay                          | 1:2  | Sahara Occidental    | Amistoso                                                |
| 6 de agosto de 2022     | Le Havre        | Ministerio de Educación y Cultura de Gonfreville | 2:2  | Sahara Occidental    | Amistoso                                                |
| 19 de mayo de 2023      | Argel, Argelia  | MC Argel                                         | 6:1  | Sahara Occidental    | Amistoso                                                |
| 23 de mayo de 2023      | Rouïba          | MC Rouiba                                        | 3:3  | Sahara Occidental    | Amistoso                                                |